# Iris postii
Iris postii là một loài thực vật có hoa trong họ Diên vĩ. Loài này được Mouterde miêu tả khoa học đầu tiên năm 1966.